# Apsida (astronomija)
Apsida (kasnolat. absida, apsida < grč. ἀψίς, genitiv ἀψῖδος: obruč, luk) u astronomiji je najbliža i najdalja točka (ili gornji i donji apsis) putanje nekog tijela u gibanju oko središnjega tijela, odnosno oko središta gravitacijskoga privlačenja. Kod planetskih su putanja apside perihel i afel, kod Mjesečeve putanje perigej i apogej, kod putanja ostalih prirodnih satelita pericentar i apocentar, a kod putanja dvojnih zvijezda periaster i apoaster. Apsidna linija spaja apside; ako je putanja eliptična apsidna linija poklapa se s velikom osi.

## Perihel
Perihel (grč. peri: blizina + ἥλιος ili helios = Sunce) je položaj nekog planeta (ili bilo kojeg Sunčeva pratioca kao planetoida, patuljastog planeta, kometa i drugo) na svojoj eliptičnoj putanji kada je najbliži Suncu (ustvari do Sunčeva središta). Zemlja prolazi kroz perihel svake godine početkom siječnja i tada je udaljena od Sunca 147 098 291 kilometara (srednja je vrijednost udaljenosti Zemlje od Sunca 149,6 milijuna kilometara). Udaljenosti perihela planeta iznose: Merkura 46 001 009 km, Venere 107 476 170 km, Marsa 206 655 215 km, Jupitera 740 679 835 km, Saturna 1 349 823 615 km, Urana 2 734 998 229 km, Neptuna 4 459 753 056 km.

### Afel
Afel (grč. apo, tj. aph- ili ap’ = od + ἥλıος ili helios = Sunce), točka u kojoj je planet (ili bilo koji drugi Sunčev pratioc kao planetoid, patuljasti planet, komet i drugi) na svojoj eliptičnoj putanji najudaljeniji od Sunca (ustvari Sunčeva središta). Zemlja prolazi kroz afel svake godine početkom srpnja i tada je udaljena od Sunca 152 098 233 kilometara. Udaljenosti afela planeta iznose: Merkura 69 817 445 km, Venere 108 942 780 km, Marsa 249 232 432 km, Jupitera 816 001 807 km, Saturna 1 503 509 229 km, Urana 3 006 318 143 km, Neptuna 4 537 039 826 km.

## Perigej
Perigej (prema grč. περίγειος: koji je blizu Zemlje) je najbliža točka na Mjesečevoj stazi (udaljenost Mjesečeva perigeja je 363 295 kilometara) ili stazama umjetnih Zemljinih satelita do Zemljina središta, smještena na kraju velike osi elipse kojom se satelit giba relativno prema Zemlji.

### Apogej
Apogej (prema grč. ἀπόγεıος: udaljen od Zemlje) je najudaljenija točka na Mjesečevoj stazi (405 503 kilometara) ili stazama umjetnih satelita do Zemljina središta. 

## Periaster
Periaster ili periastron (grč. peri: blizu + ἀστήρ ili ἄστρον: zvijezda), točka na eliptičnoj stazi zvijezde u dvojnome sustavu koja je najbliža središtu mase i drugoj zvijezdi.

### Apoaster
Apoaster ili apoastron (grč. apo: daleko + ἀστήρ ili ἄστρον: zvijezda) je točka na eliptičnoj stazi zvijezde u dvojnome sustavu koja je najudaljenija od središta mase i od druge zvijezde.